# Lijst van Surinaamse politici met een strafblad
Dit is een lijst van Surinaamse politici met een strafblad.
| Foto | Naam                                | Partij tijdens veroordeling | Functie(s)                  | Strafbare feiten (jaar van veroordeling) |
| ---- | ----------------------------------- | --------------------------- | --------------------------- | --- |
|      | Karel Hendrik Bergen (1858–1905)    | partijloos                  | parlementslid               | - 1891, Suriname: 3 maanden, wegens laster - 1892, Suriname: 3 jaar, wegens opruiing |
|      | Grace Schneiders-Howard (1869–1968) | partijloos                  | parlementslid               | - 1912, Suriname: 2 maanden, wegens belediging |
|      | William Kraan (1878–1947)           |                             | parlementslid               | - 1913, Suriname: 3 maanden, per direct gratie van de gouverneur, wegens aanranding van het gezag of belediging van de gouverneur (als journalist) |
|      | Pieter Alexander May                |                             | parlementslid               | - 1928, Suriname: 6 weken, wegens geschrift van strafbare aard |
|      | Pierre Antoine Augustin Bucaille    |                             | parlementslid               | - 1929, Nederland: 2,5 jaar, wegens verduistering |
|      | August Riboet                       |                             | minister                    | - 1938, Suriname: 9 maanden, wegens valsheid in geschrifte |
|      | Johann de Miranda                   | PSV                         | parlementsvoorzitter        | - 1950, Suriname: 3 jaar, wegens financieel delict |
|      | Asgar Karamat Ali                   | MPS                         | parlementslid               | - 1950, Suriname: 1 jaar, wegens financieel delict |
|      | Ashruf Karamat Ali                  | KTPI                        | minister                    | - 1956, Suriname: 8 maanden, wegens verduistering en meineed |
|      | Jacques Drielsma                    | partijloos                  | premier, minister           | - 1957, Suriname: 2 jaar, wegens verduistering |
|      | Dewnarain Poetoe                    | NOP                         | parlementslid               | - 1958, Suriname: 3 jaar, wegens verduistering |
|      | Willy Soemita (1936–2022)           | KTPI                        | minister, partijleider      | - 1977, Suriname: 1 jaar, wegens aannemen van steekpenningen |
|      | Johan Kasantaroeno (1945–2008)      | KTPI                        | minister                    | - 1980, militair regime, 5 jaar (bij verstek), wegens tegencoup |
|      | Achmed Karamat Ali (1930–2016)      | NPS                         | minister                    | - 1981, militair regime: 2,5 jaar, wegens corruptie |
|      | Badrissein Sital (1946–2017)        | NDP                         | minister                    | - 1981, militair regime: 3 maanden, wegens beramen tegencoup |
|      | Kries Mahadewsing (1942–2013)       | BVD                         | minister                    | - 1982, militair regime: 2 jaar, wegens subversieve activiteiten |
|      | Paul Somohardjo (1943)              | PL                          | minister, partijleider      | - 1986, Nederland: 3 weken, wegens wapenbezit - 1987, Nederland: 3 weken, wegens wapenbezit - 2003, Suriname: 2 maanden voorwaardelijk, wegens schending van de eerbaarheid van tienermeisjes                                                             |
|      | Ronnie Brunswijk (1961)             | ABOP                        | vicepresident, partijleider | - 1994, Suriname: 8 maanden, wegens neerschieten vermeende inbreker - 1995, Suriname: 10 maanden, wegens bankoverval - 1999, Nederland: 8 jaar (bij verstek), wegens handel in cocaïne - 2000, Frankrijk: 10 jaar (bij verstek), wegens handel in cocaïne |
|      | Desi Bouterse (1945–2024)           | NDP                         | president, partijleider     | - 1999, Nederland: 11 jaar (bij verstek), wegens handel in cocaïne - 2023, Suriname: 20 jaar (gevlucht), wegens de Decembermoorden |
|      | Errol Alibux (1948)                 | DNP2000                     | premier, minister           | - 2003, Suriname: 1 jaar, wegens valsheid in geschrifte en oplichting |
|      | Dewanand Balesar                    | VHP                         | minister                    | - 2009, Suriname: 2 jaar, wegens corruptie |
|      | Siegfried Gilds (1939-2020)         | SPA                         | minister                    | - 2009, Suriname: 1 jaar, wegens witwassen van drugsgelden |
|      | Joël Martinus (1982)                | ABOP                        | hoofdbestuurslid            | - 2019, Frankrijk: 8 jaar (bij verstek), wegens handel in cocaïne In 2024 door Brazilië uitgeleverd aan Frankrijk. |
|      | Gillmore Hoefdraad (1962)           | NDP                         | minister                    | - 2022, Suriname: 12 jaar (bij verstek), wegens corruptie en overtreding Bankwet |
|      | Ginmardo Kromosoeto                 | NDP                         | minister                    | - 2022, Suriname: 5 jaar (lopend in hoger beroep), wegens deelname aan criminele organisatie |